# Chandauli
Chandauli là một thị xã và là một nagar panchayat của quận Chandauli thuộc bang Uttar Pradesh, Ấn Độ.

## Địa lý
Chandauli có vị trí 25°16′B 83°16′Đ / 25,27°B 83,27°Đ Nó có độ cao trung bình là 70 mét (229 foot).

## Nhân khẩu
Theo điều tra dân số năm 2001 của Ấn Độ, Chandauli có dân số 20.071 người. Phái nam chiếm 55% tổng số dân và phái nữ chiếm 45%. Chandauli có tỷ lệ 66% biết đọc biết viết, cao hơn tỷ lệ trung bình toàn quốc là 59,5%: tỷ lệ cho phái nam là 74%, và tỷ lệ cho phái nữ là 55%. Tại Chandauli, 16% dân số nhỏ hơn 6 tuổi.